# Eurogruppo
L'Eurogruppo è un centro di coordinamento dell'Unione europea che riunisce i Ministri delle finanze dei venti Stati membri che adottano l'euro (la cosiddetta eurozona).
Si tratta di una riunione informale che si svolge alla vigilia di un Consiglio dei ministri delle finanze di tutti e 27 gli Stati membri (detto Ecofin) e che permette di discutere di questioni economico-finanziarie legate all'Unione economica e monetaria dell'Unione europea (UEM).
L'organismo si è reso necessario in quanto, con l'allargamento dell'Unione europea, i venti paesi che adottano l'euro si trovano a rappresentare solo una parte (anche se maggioritaria) dell'Ecofin: gli incontri informali dell'Eurogruppo permettono di intensificare il dialogo sulle questioni connesse alle competenze specifiche che sono comuni agli stati dell'eurozona.
L'Eurogruppo è collegato al Consiglio dell'Unione europea (solo gli Stati membri dell'Eurogruppo votano su questioni relative all'euro nell'Ecofin). I suoi componenti e le sue funzioni sono formalizzati nel Trattato di Lisbona.

## Composizione
Il presidente dell'Eurogruppo è attualmente l'irlandese Paschal Donohoe che ha assunto l'incarico il 13 luglio 2020.

### Membri
| Membro | Membro               | Paese       | Partito politico                                                       | Membro da                                    |
| ------ | -------------------- | ----------- | ---------------------------------------------------------------------- | -------------------------------------------- |
|        | Paschal Donohoe      | Presidente  | PPE Nazionale: Fine Gael                                               | 14 giugno 2017 Presidente dal 13 luglio 2020 |
|        | Magnus Brunner       | Austria     | PPE Nazionale: Partito Popolare Austriaco                              | 6 dicembre 2021                              |
|        | Vincent Van Peteghem | Belgio      | PPE Nazionale: Cristiano-Democratici e Fiamminghi                      | 1º ottobre 2020                              |
|        | Makis Keravnos       | Cipro       | Nessuno Nazionale: Partito Democratico                                 | 1º marzo 2023                                |
|        | Marko Primorac       | Croazia     | Indipendente                                                           | 1º gennaio 2023                              |
|        | Mart Võrklaev        | Estonia     | ALDE Nazionale: Partito Riformatore Estone                             | 17 aprile 2023                               |
|        | Riikka Purra         | Finlandia   | Nessuno Nazionale: Veri Finlandesi                                     | 20 giugno 2023                               |
|        | Bruno Le Maire       | Francia     | Nessuno Nazionale: La République en marche !                           | 17 maggio 2017                               |
|        | Christian Lindner    | Germania    | ALDE Nazionale: Partito Liberale Democratico                           | 8 dicembre 2021                              |
|        | Kostīs Hatzidakīs    | Grecia      | PPE Nazionale: Nuova Democrazia                                        | 27 giugno 2023                               |
|        | Michael McGrath      | Irlanda     | ALDE Nazionale: Fianna Fáil                                            | 17 dicembre 2022                             |
|        | Giancarlo Giorgetti  | Italia      | ID Nazionale: Lega per Salvini Premier                                 | 22 ottobre 2022                              |
|        | Arvils Ašeradens     | Lettonia    | PPE Nazionale: Unità                                                   | 14 dicembre 2022                             |
|        | Gintarė Skaistė      | Lituania    | PPE Nazionale: Unione della Patria - Democratici Cristiani di Lituania | 11 dicembre 2020                             |
|        | Yuriko Backes        | Lussemburgo | ALDE Nazionale: Partito Democratico                                    | 5 gennaio 2022                               |
|        | Clyde Caruana        | Malta       | PSE Nazionale: Partito Laburista                                       | 22 novembre 2020                             |
|        | Sigrid Kaag          | Paesi Bassi | ALDE Nazionale: Democratici 66                                         | 10 gennaio 2022                              |
|        | Fernando Medina      | Portogallo  | PSE Nazionale: Partito Socialista                                      | 30 marzo 2022                                |
|        | Michal Horváth       | Slovacchia  | Indipendente                                                           | 15 maggio 2023                               |
|        | Klemen Boštjančič    | Slovenia    | Nessuno, vicino all'ALDE Nazionale: GS                                 | 1 giugno 2022                                |
|        | Carlos Cuerpo        | Spagna      | Indipendente                                                           | 29 dicembre 2023                             |

| Membro             | Membro             | Paese                                                          | Partito politico                   | Membro da          |
| Membri non votanti | Membri non votanti | Membri non votanti                                             | Membri non votanti                 | Membri non votanti |
| ------------------ | ------------------ | -------------------------------------------------------------- | ---------------------------------- | ------------------ |
|                    | Christine Lagarde  | Francia Presidente della Banca Centrale Europea                | PPE Nazionale: I Repubblicani      | 1º novembre 2019   |
|                    | Paolo Gentiloni    | Italia Commissario europeo per gli affari economici e monetari | PSE Nazionale: Partito Democratico | 1º dicembre 2019   |
|                    | Tuomas Saarenheimo | Finlandia Presidente del gruppo di lavoro dell'Eurogruppo      | Indipendente                       | 1º aprile 2020     |